# Friedhelm von Notz
Friedhelm von Notz (* 18. März 1935 in Gießen; † 3. Januar 2008 in Frankfurt am Main) war ein deutscher Jurist.

## Leben
Von Notz studierte Rechtswissenschaften an der Rheinischen Friedrich-Wilhelms-Universität Bonn und in Berlin, wo er 1962 sein Staatsexamen ablegte.
Von 1974 bis 2000 war er Geschäftsführer des Verleger-Ausschusses des Börsenvereins des Deutschen Buchhandels. Zuvor war von Notz in der Dokumentation der Zeitschrift Der Spiegel in Hamburg tätig. Zudem war er Vorsitzender des Deutschen Literaturfonds, stellvertretender Sprecher der Deutschen Literaturkonferenz und Vorsitzender des Fachausschusses Arbeit und Soziales des Deutschen Kulturrats, wo er sich zuvor schon besonders in der Arbeitsgruppe Künstlersozialversicherung engagiert hatte. Zuletzt war er geschäftsführender Vorstand der Ausgleichsvereinigung Verlage beim Börsenverein des Deutschen Buchhandels.
Von Notz wurde am 11. Januar 2008 in Mölln beigesetzt. Seine Söhne sind Konstantin von Notz und Börries von Notz.

## Ehrungen
- Plakette „Dem Förderer des deutschen Buches“, Börsenverein des Deutschen Buchhandels[2]